# عمو اسوالد من
عمو اسوالد من (انگلیسی: My Uncle Oswald) نام رمانی برای بزرگسالان به قلم نویسندهٔ انگلیسی رولد دال است. در این کتاب راوی‌ای بدون نام داستان زندگی عمویش اوسوالد، که مردی رند و شهوت‌باز و «بزرگ‌ترین زناکار همه دوران» است را بازگو می‌کند. این رمان نخستین بار در سال ۱۹۷۹ میلادی به چاپ رسید.

## خلاصه داستان
اسوالد هندریکس کورنلیوس (انگلیسی: Oswald Hendryks Cornelius) مردی جذاب است که با کشف راز خواص تقویت جنسی شگفت‌انگیز «سوسک سودانی» به ثروتی بی‌شمار دست پیدا می‌کند و به «بزرگ‌ترین زناکار همه دوران» تبدیل می‌شود. اسوالد با همکاری شریکش، زنی زیبا و اغواگر به نام یسمین هوکاملی (انگلیسی: Yasmin Howcomely) به سراسر اروپا سفر می‌کند تا اسپرم مردان قدرتمند، هنرمند، و ثروتمند را جمع کند و به زنان ثروتمندی که می‌خواهند با ژن «پولداری» و «هوشمندی» بچه تولید کنند بفروشند.

## قربانیان نقشهٔ اوسوالد (به ترتیب ظاهر شدن در کتاب)
- آلفونسوی سیزدهم اسپانیا، پادشاه اسپانیا
- پیر آگوست رنوآر، نقاش فرانسوی
- کلود مونه، نقاش فرانسوی
- ایگور استراوینسکی، آهنگ‌ساز روس
- پابلو پیکاسو، نقاش اسپانیایی. اوسوالد و دستیارانش در مورد او ناموفق هستند.
- آنری ماتیس، هنرمند فرانسوی
- مارسل پروست، نویسنده فرانسوی
- واتسلاو نیژینسکی، رقصنده و آهنگ‌ساز روس
- جیمز جویس، نویسنده ایرلندی
- جاکومو پوچینی، آهنگ‌ساز ایتالیایی
- سرگئی راخمانینف، آهنگ‌ساز روس
- زیگموند فروید، پزشک اتریشی و بنیان‌گذار روانشناسی
- آلبرت اینشتین، فیزیک‌دان سوئیسی
- توماس مان، نویسنده آلمانی
- جوزف کنراد، نویسنده لهستانی
- اچ. جی. ولز، نویسنده بریتانیایی
- رودیارد کیپلینگ، نویسنده بریتانیایی
- آرتور کانن دویل، نویسنده بریتانیایی و خالق شرلوک هولمز
- جرج برنارد شاو، نمایش‌نامه‌نویس ایرلندی
- پادشاه بلژیک
- پادشاه ایتالیا
- پتر اول صربستان، پادشاه یوگسلاوی
- پادشاه یونان
- بوریس سوم (بلغارستان), پادشاه بلغارستان
- فردیناند اول رومانی، پادشاه رومانی
- پادشاه دانمارک
- پادشاه سوئد